# Ligue d'action nationaliste
La Ligue d'action nationaliste (Arabe: عصبة العمل القومي ‘Usbat Al-Amal al-Qawmî) est un parti politique nationaliste syrien, créé en 1932-1933 par un avocat de Homs, Abderrazak al-Dandashi.
Ce parti est notamment créé en réaction aux visées turques sur le Sandjak d'Alexandrette. Ses fondateurs sont opposés au Bloc national (principal parti syrien de l'époque, nationaliste et conservateur), considéré comme trop compromis avec les autorités mandataires françaises. La Ligue d'action nationaliste est par ailleurs opposée au confessionnalisme (ta'ifi'yah), au tribalisme (asha'iriyyah), aux différences de familles ('a'iliyah) et « de latitude ». Par sa composition sociale, la Ligue est l'expression « d'une petite bourgeoisie de commerçants, d'enseignants et de fonctionnaires ».
Sur le plan de la filiation idéologique, la Ligue d'action nationaliste est l'héritière des sociétés secrètes arabes anti-ottomanes (al-Fatât, al-Qahtaniya, al-Ahd) et du parti nationaliste panarabe Istiqlal, actif dans l'ensemble du Croissant fertile. Selon Albert Hourani, la Ligue ne devint jamais une organisation importante parce qu'un de ses principes était la non-collaboration avec les régimes et dirigeants existants. 
En 1938, son ex-secrétaire général « offre sa collaboration aux autorités françaises ». La tendance opposée au secrétaire général provoque alors l'éclatement de la Ligue. L'année suivante, après le décès de son premier président, Abderrazak al-Dandashi, la Ligue se disloque, mais un de ses militants les plus actifs, un instituteur alaouite d'Alexandrette réfugié en Syrie après la cession du sandjak à la Turquie, Zaki al-Arzouzi, mettra sur pied un Club de l'arabisme, Nadi al ‘uruba, et deviendra l'un des fondateurs du Parti Baas.
Pour Claude Palazzoli, la Ligue d'action nationaliste « révèle, au niveau de la bourgeoisie nationale, le commencement d'un phénomène de fissuration et le premier effort des classes moyennes pour prendre leurs distances à l'égard d'une grande bourgeoisie dont elles se détacheront tout à fait par la suite ».

## La Ligue dans le Sandjak d'Alexandrette
La Ligue devait devenir un parti de masse, qui devait mobiliser les Syriens au-delà des élites traditionnelles. Mais le parti ne dépasse pas le cadre du groupuscule, sauf dans la région d'Alexandrette. Dans cette ville, les militants du parti écumaient les clubs littéraires et sportifs, les écoles et les cafés, ce fut des lieux de propagation du nationalisme arabe et de recrutement de militants.[réf. nécessaire]

## Sources
1. ↑  M. de Boucheman, « Les Chemises de fer », exposé confidentiel au Centre des hautes études et d'administration musulmane, 1937
2. ↑  Philippe Rondot, La Syrie, Presses Universitaires de France, coll. Que sais-je ?, Paris, 1978, p.51  (ISBN 2-13-045509-3)
3. ↑  Philippe Rondot, id., p.51
4. ↑  Albert H. Hourani, Syria and Lebanon, Oxford University Press, London, pp.197-198  (ISBN 0-86685-015-5)
5. ↑  Philippe Rondot, id., pp.51-52
6. ↑  Claude Palazzoli, La Syrie - Le rêve et la rupture, Paris, Le Sycomore, 1977, pp.75-76  (ISBN 2-86262-002-5)